# Annie Perreault (écrivaine)
Pour les articles homonymes, voir Perreault.
Ne doit pas être confondu avec Annie Perreault.
Annie Perreault, née le 6 novembre 1974 , à Saint-Hubert, devenu Longueuil, en Montérégie, est une nouvelliste et une romancière québécoise.

## Biographie
Annie Perreault a passé les dix-huit premières années de sa vie à Saint-Hubert, une ville ayant fusionné en 2006 pour former l'agglomération de Longueuil. Elle a fait des études russes et en littérature française à l'Université McGill, en plus d'étudier au Doctorat en études et pratiques des arts, profil recherche-création, à l'Université du Québec à Montréal,.
Dans son recueil de nouvelles, L'occupation des jours, l'écrivaine dépasse le cadre du genre pour créer une œuvre à la « structure atypique ». Séparé en dix parties, où chacune des parties est ensuite redivisée en plus courts textes, le recueil cherche à occuper les lieux et à se réapproprier l'espace et le temps. D'ailleurs, l'exploration « de l'absence, de l'inoccupé, de la vacuité » et du vide dans L'occupation des jours est parfois comparé à La vie mode d'emploi de Georges Perec.
Son premier roman, La femme de Valence, a comme point de départ un drame vécu par l'écrivaine. L'ouvrage raconte l'histoire d'une mère et de sa fille, tout en laissant une grande place à la course, une activité pratiquée par les deux femmes. Remplie de questionnements, de non-dits et de mystères, l'œuvre laisse « au spectateur la possibilité de prendre sa place ». L'écriture permet à l'autrice « d'éclaircir les mystères qui entourent certains événements de nos vies ou encore de donner suite aux récits inachevés ».
Les grands espaces est le dernier ouvrage de l'autrice. Polyphonique, son roman aborde les quêtes d'Anna, de Gaby, d'Eleonore, de l'Ours, du Lac et de « celle qu'on ne voit pas », qui tient des réflexions sur le processus de création du manuscrit. La course à pied tient également une place importante dans ce second roman, puisque la traversée du lac Baïkal, effectuée par l'écrivaine dans le cadre d'un marathon en Sibérie, est aussi l'endroit où le récit prend place. Si La femme de Valence était davantage écrit sous forme de fragments, l'autrice se tourne ici quelque part entre le récit de voyage, l'autobiographie et l'encyclopédie. Originellement un travail de recherche-création au Doctorat en études et pratiques des arts à l'Université du Québec à Montréal, Les grands espaces est une exploration du processus de création de l'écrivain en mouvement et des liens entre la course et l'écriture. Grâce aux nombreux personnages, l'autrice s'intéresse également à la distance entre les gens, ces froids qui surviennent parfois après une rupture ou un changement.
En 2000, elle remporte le Prix de la nouvelle Radio-Canada.

## Œuvres

### Romans
- La femme de Valence, Montréal, Alto, 2018, 211 p. (ISBN 9782896943678).
  - La femme de Valence, Longueuil, Institut Nazareth et Louis-Braille, 2020, 348 p.
  - The woman in Valencia, traduction par Ann Marie Boulanger, Montréal, QC Fiction, 2021, 211 p.  (ISBN 9781771862370).
- Les grands espaces, Québec, Alto, 2021, 240 p.  (ISBN 9782896945276 et 289694527X).

### Nouvelles
- L'occupation des jours, Montréal, Druide, 2015, 352 p. (ISBN 9782897111748).

## Prix et honneurs
- 2000 : lauréate du Prix de la nouvelle Radio-Canada[3]
- 2015 : finaliste du Prix de poésie Radio-Canada[17]
- 2022 : liste préliminaire du Prix des Libraires du Québec pour Les grands espaces[18]